# Ruta 57 (Chile)
Die Ruta 57 (kurz CH-57, offizieller Name Autopista Los Libertadores) ist eine Nationalstraße in den Regionen Valparaíso und Metropolitana im Valle Central in Chile.
Die Ruta beginnt in Santiago de Chile und endet in Los Andes. Sie steht unter der Verwaltung der Autopista Los Libertadores.